# 카노콘
카노콘(일본어: かのこん 가노콘[*])은 니시노 카츠미의 데뷔 작품인 라이트 노벨으로, 삽화는 코인이 맡았다. 제1회 MF 문고J 라이트 노벨 신인상의 가작을 수상하였으며, 수상 당시의 제목은 그녀는 콘, 하고 귀엽게 웃으며(彼女はこん、とかわいく咳をして 가노조 와 콘, 도카와 이쿠 세키 오 시테[*])였다.

## 소개
시골에서 살던 고등학교 1학년 학생인 오야마다 코타는 군푸(薰風) 고등학교에 전학 온 첫날에 처음 만나는 선배에게 부름을 받고 음악실에서 만났다. 그녀는 미나모토 치즈루라는 코타보다 한 학년높은 2학년의 선배인데 코타는 그녀의 직설적인 고백과 함께 날아든 첫 키스로 그녀가 여우 요괴임을 알게 돼버렸다. 그 날 이후, 훈풍 고등학교에는 요괴와 인간이 함께 공존하고 있음을 알게 되고, 갖가지 소동에 휘말리는 나날을 보낸다.

## 등장인물
(※등장인물의 목소리를 연기한 성우는 '드라마CD/애니메이션' 순서이며, 한 명의 성우만 적혀있다면 두 매체를 맡은 것이다.)
오야마다 코타(小山田 耕太)
성우 - 노토 마미코
본 작품의 남자 주인공으로, 훈풍고교 1학년. 고교 입학 전에는 시골에서 할아버지랑 같이 살았다고 한다. 전학 온 첫날부터 치즈루에게 고백을 받으면서 고교 생활을 시작하게 된다.
처음엔 적극적으로 애정공세를 퍼붓는 치즈루 때문에 곤란해 하면서도 조금씩 그녀에게 호감을 갖게 된다.
미나모토 치즈루(源 ちずる)
성우 - 카와스미 아야코
본 작품의 여자 주인공으로, 훈풍고교 2학년.
에조모리 노조미(犹守 望)
성우 - 없음, 타케우치 미유
본 작품의 여자 주인공으로, 훈풍고교 1학년.
미나모토 타유라(源 たゆら)
성우 - 스기다 도모카즈/토모나가 토시유키

아사히나 아카네(朝比奈 あかね)
성우 - 사이토 치와

나나오 렌(七々尾 蓮)
성우 - 없음/카도와키 마이
나나오 아이(七々尾 藍)
성우 - 없음/나카니시 타마키
키리야마 오미(桐山 臣)
성우 - 콘도 타카시

오사카베 미오(長ヶ部 澪)
성우 - 마츠키 미유/이츠키 유이

쿠마다 류세이(熊田 流星)
성우 - 미야케 켄타/노무라 켄지

사하리 이쿠(砂原 幾)
성우 - 시타야 노리코

야츠카 타카오(八束 たかお)
성우 - 마츠모토 타카시

에조모리 사쿠(犹守 朔)
성우 - 없음/카자마 유토

타마모(玉藻)
성우 - 없음/신도 나오미

유키하나(雪花)
성우 - 하야미 리사

## 출판 정보

### 라이트 노벨
니시노 카츠미가 글을 쓰고 코인이 삽화를 그린 라이트 노벨로, 미디어 팩토리의 MF 문고J에서 주최하는 제1회 라이트 노벨 시상식에서 신인상을 수상하였다. 2007년 미국에는 세븐 씨스 엔터테인먼트에서 영어로 번역하여 발매되기 시작하였으며, 태국의 럭핌 출판사에 의해 태국어로, 한국어판은 김준에 의해 일본어에서 한국어로 번역되어 서울문화사의 제이노블을 통해 2008년 2월 10일 첫 권이 발매되었다.
- 지음: 니시노 카츠미
- 그림: 코인
- 레이블: MF 문고J
- 퍼냄: 미디어 팩토리
- 한국어판
  - 옮김: 김준
  - 레이블: 제이노블
  - 퍼냄: 서울문화사

1. 카노콘 - 2008년 2월 10일, ISBN 978-89-523-8491-3 {{isbn}}의 변수 오류: 유효하지 않은 ISBN.
2. 카노콘 ~자, 이제 시작이다~ - 2008년 4월 10일, ISBN 978-89-532-8532-3
3. 카노콘 ~설산에서의 가족계획~ - 2008년 7월 10일, ISBN 978-89-532-8811-9
4. 카노콘 ~소녀들의 비밀~ - 2008년 8월 10일, ISBN 978-89-532-8936-9
5. 카노콘 ~사랑을 되찾아라!~ - 2008년 9월 10일, ISBN 978-89-532-9865-1
6. 카노콘 ~해변에서 부비부비부─~ - 2008년 10월 10일, ISBN 978-89-532-9949-8
7. 카노콘 ~안녕, 늑대여~ - 2008년 10월 10일, ISBN 978-89-532-9289-5
8. 카노콘 ~연인들의 비밀~ - 2009년 1월 10일, ISBN 978-89-263-0006-0
9. 카노콘 ~새로운 자각~ - 2009년 6월 10일, ISBN 978-89-263-0315-3
10. 카노콘 ~종말의 시작~ - 2009년 9월 10일, ISBN 978-89-263-0471-6
11. 카노콘 ~사랑이 우리를 구한다!~ - 2010년 2월 10일, ISBN 978-89-263-1147-9
12. 카노콘 ~치즈루 메리 고 라운드!~ - 2010년 6월 10일, ISBN 978-89-263-1301-5
13. 카노콘 ~소녀 트라이앵글~ - 2010년 12월 10일, ISBN 978-89-263-2088-4
14. 카노콘 ~두근두근☆러브레슨~ 2011년 2월 10일, ISBN 978-89-263-2215-4
15. 카노콘 ~그녀는 콘하고 귀엽게 웃으며..~ 2012년 8월 10일

### 만화
월간 코믹 얼라이브에서 야마키 린에 의해 만화화되어 연재 중에 있다. 중화민국의 센탄출판에 의해 중국어로, 태국의 럭핌 출판사에 의해 태국어로 번역되었다.

## 애니메이션
XEBEC에서 애니메이션으로 제작하고, 2008년 4월 5일부터 AT-X에서 방영이 시작되었으며, 2008년 6월 21일에 12화를 끝으로 종영되었다. 그러나 제작자가 두 번째 시즌이 나온다고 발표한 바가 있다.

### 주제가
오프닝 곡 〈PHOSPHOR〉
노래: 미야자키 유이, 작사·작곡: 오쿠이 마사이, 편곡: 스즈키 다이치 히데유키
엔딩 곡 〈사랑의 불꽃(恋の炎 코이 노 호노[*])〉
노래: 사카키바라 유이, 작사: 하즈키 미코, 작곡: 사카이 , 편곡 오시마 코스케

### 부제목
| 화수 | 부제 (원제/풀이)      | 부제 (원제/풀이)      | 방영일          |
| ---- | --------------------- | --------------------- | --------------- |
| 1    | 初めてしちゃう?       | 첫 경험 해버릴까?     | 2008년 4월 5일  |
| 2    | ひとつになっちゃう?   | 하나가 돼 버릴까?     | 2008년 4월 12일 |
| 3    | 美味しく食べちゃう?   | 맛있게 먹어버릴까?    | 2008년 4월 19일 |
| 4    | 脱げなくなっちゃう?   | 벗지 못하게 되버렸어? | 2008년 4월 26일 |
| 5    | ダメになっちゃう      | 갈데까지 가버릴까?    | 2008년 5월 3일  |
| 6    | お願いしちゃう?       | 부탁해버려?           | 2008년 5월 10일 |
| 7    | あたためてあげちゃう? | 따뜻하게 해줘버려?    | 2008년 5월 17일 |
| 8    | 一緒に入っちゃう?     | 함께 들어가버려?      | 2008년 5월 24일 |
| 9    | 感じすぎちゃう?       | 느껴버려?             | 2008년 5월 31일 |
| 10   | 遠慮しちゃう?         | 사양할래?             | 2008년 6월 7일  |
| 11   | もう濡れちゃう?       | 벌써 젖었어?          | 2008년 6월 14일 |
| 12   | ついにしちゃう?       | 드디어 해버려?        | 2008년 6월 21일 |

## 참고
1. 1 2  “제1회 MF 문고J 신인상 수상작 발표” (일본어). 2009년 8월 2일에 원본 문서에서 보존된 문서. 2008년 3월 18일에 확인함.